# توماس لوند
توماس لوند (بالدنماركية: Thomas Lund)‏ هو لاعب كرة الريشة دنماركي، ولد في 2 أغسطس 1968 في آرهوس في الدنمارك.

## وصلات خارجية
- توماس لوند على موقع BWF.tournamentsoftware.com (الإنجليزية)
- توماس لوند على موقع BWFbadminton.com (الإنجليزية)
- توماس لوند على موقع اللجنة الأولمبية الدولية (الإنجليزية)
- توماس لوند على موقع أوليمبيديا (الإنجليزية)